# Tecticeps anophthalmus
Tecticeps anophthalmus är en kräftdjursart som beskrevs av Yakov Avadievich Birstein 1963A. Tecticeps anophthalmus ingår i släktet Tecticeps och familjen Tecticipitidae. Inga underarter finns listade i Catalogue of Life.